# Republikken Polens senat
Senatet er andenkammeret i Republikken Polens parlament, hvor førstekammeret kaldes Sejm. Senatet står hierarkisk over Sejm. Det består af 100 medlemmer og ledes af en Marskal (Marszałek Senatu). Senatorer vælges for 4 år ved et blokvalgssystem.
| Politik | Spire Denne artikel om politik og ideologi er en spire som bør udbygges. Du er velkommen til at hjælpe Wikipedia ved at udvide den. |

52°13′34″N 21°01′48″Ø / 52.226°N 21.03°Ø